# Bekirliya
Bekirliya ou Bekirlija (en macédonien Бекирлија) est un village du centre de la Macédoine du Nord, situé dans la municipalité de Lozovo. Le village comptait 5 habitants en 2002. Il est majoritairement turc.

## Démographie
Lors du recensement de 2002, le village comptait :
- Turcs : 5